# Buskhyttegård
Buskhyttegård är en småort i Tunabergs socken i Nyköpings kommun i Södermanlands län, belägen cirka 10 km väster om Oxelösund och strax norr om tätorten Buskhyttan.